# Asardo

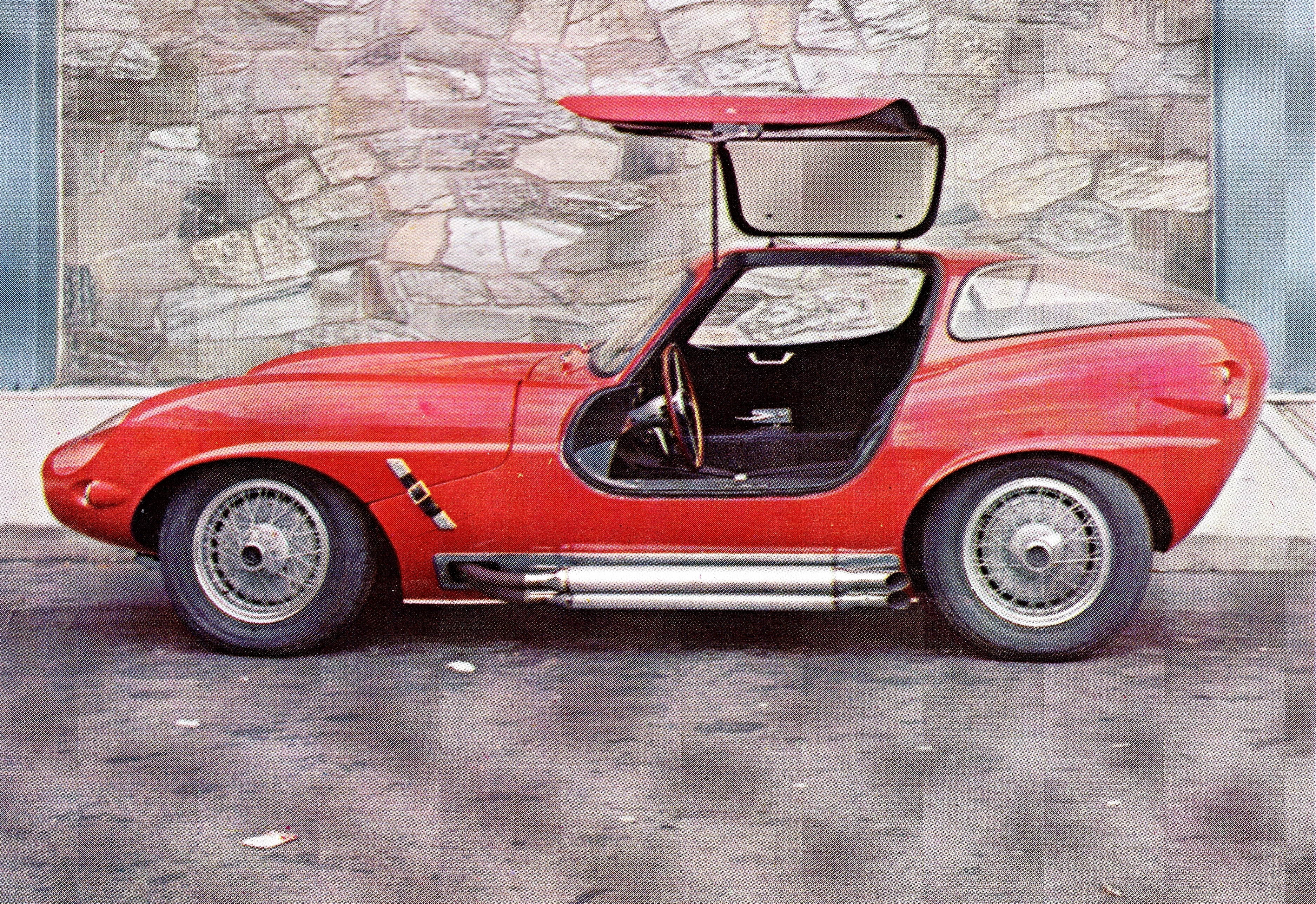
Asardo 1500

Asardo (abgeleitet von American Special Automotive Research and Design Organisation) war eine US-amerikanische Automarke.

## Beschreibung
Die American Special Automotive Research and Design Organisation aus North Bergen in New Jersey stellte zwischen 1958 und 1959 Automobile her, die als Asardo vermarktet wurden. Geplant waren 100 Fahrzeuge pro Jahr.

## Fahrzeuge
Der Asardo war ein Sport-Coupé, das von einem Vierzylinder-Reihenmotor von Alfa Romeo über ein dazugehöriges Vierganggetriebe angetrieben wurde. Der Motor mit ursprünglich 1300 cm³ Hubraum wurde auf 1485 cm³ Hubraum gebracht und leistete 135 PS. Die GFK-Karosserie war auf einen leichten Rohrrahmen montiert. Später gab es einen V8-Motor von Buick mit 3500 cm³ Hubraum. Ungewöhnlich waren die Flügeltüren.